# Compton Chamberlayne
Compton Chamberlayne est une paroisse civile et un village du Wiltshire, en Angleterre.